# Junior Lessard
Lucien Jr Daniel Lessard (Kanada, Quebec, Saint-Joseph-de-Beauce, 1980. május 26. –) profi jégkorongozó.

## Karrier
A University of Minnesota Duluthon kezdte komolyabb karrierjét, ahol a 2003–2004-es évben vezette a NCAA-t a gólok (32) és a pontok (63) tekintetében. Ezzel a teljesítménnyel elnyerte a Hobey Baker-emlékdíjat. A WCHA-t is vezette 19 góllal és 39 ponttal a konferencia mérkőzéseket tekintetbe véve. Sosem draftolta le őt egyik NHL-es csapat sem. Felnőtt pályafutását az AHL-es Houston Aerosban kezdte 2004-ben és a teljes idényt ebben a csapatban töltötte el. A következő évben a Dallas Stars leigazolta és öt mérkőzésen játszhatott is a csapatban de a szezon nagy részét az AHL-es Iowa Starsban töltötte ahol jól ment neki a játék. A következő két idényben mindössze háromszor hívták őt fel a Dallasba és így szinte csak az Iowában játszott de ott jól. 2008 elején a Tampa Bay Lightning megszerezte őt a Dallastól szezon közben és 19 mérkőzésen játék lehetőséget adott neki de mivel nem játszott jól így lekerült az AHL-es Norfolk Admiralsba. 2008 nyarán az Atlanta Thrashers igazolta le de a csapatban sosem  szerepelhetett mert csak az AHL-es farmcsapatban a Chicago Wolves játszott fél idényt majd 2009 januárjában a New York Islanders egy csere keretében megszerezte de itt sem játszhatott az NHL-ben hanem az AHL-es Bridgeport Sound Tigersban. 2009–2010-ben a finn ligába ment szerencsét próbálni az Ilves csapatába. Rövid idő után visszakerült Amerikába az LNAH-ba a Thetford Mines Isothermic csapatába. Innen kevesebb mint egy hónap után a német ligába igazolt az Augsburg Panthers a 2009–2010-es szezon végéig. A következő szezonban négy mérkőzést ismét játszott az LNAH-ba a Thetford Mines Isothermic-be és ezután az ECHL-es Idaho Steelheadsbe ahol 22 mérkőzésen lépett jégre.

## Karrier statisztika
| 2000–2001        | U. of Minnesota-Duluth    | WCHA             | 36  | 4  | 8  | 12  | 12  | —  | — | —  | —  | — |
| 2001–2002        | U. of Minnesota-Duluth    | WCHA             | 39  | 17 | 13 | 30  | 50  | —  | — | —  | —  | — |
| 2002–2003        | U. of Minnesota-Duluth    | WCHA             | 40  | 21 | 16 | 37  | 20  | —  | — | —  | —  | — |
| 2003–2004        | U. of Minnesota Duluth    | WCHA             | 45  | 32 | 31 | 63  | 34  | —  | — | —  | —  | — |
| 2004–2005        | Houston Aeros             | AHL              | 71  | 11 | 11 | 22  | 25  | 5  | 1 | 0  | 1  | 0 |
| 2005–2006        | Iowa Stars                | AHL              | 64  | 25 | 31 | 56  | 30  | 7  | 3 | 4  | 7  | 4 |
| 2005–2006        | Dallas Stars              | NHL              | 5   | 1  | 0  | 1   | 12  | —  | — | —  | —  | — |
| 2006–2007        | Iowa Stars                | AHL              | 65  | 27 | 25 | 52  | 32  | 12 | 4 | 5  | 9  | 4 |
| 2006–2007        | Dallas Stars              | NHL              | 1   | 1  | 0  | 1   | 0   | —  | — | —  | —  | — |
| 2007–2008        | Iowa Stars                | AHL              | 36  | 10 | 11 | 21  | 15  | —  | — | —  | —  | — |
| 2007–2008        | Dallas Stars              | NHL              | 2   | 0  | 0  | 0   | 2   | —  | — | —  | —  | — |
| 2007–2008        | Norfolk Admirals          | AHL              | 19  | 6  | 9  | 15  | 4   | —  | — | —  | —  | — |
| 2007–2008        | Tampa Bay Lightning       | NHL              | 19  | 1  | 1  | 2   | 9   | —  | — | —  | —  | — |
| 2008–2009        | Chicago Wolves            | AHL              | 41  | 6  | 5  | 11  | 10  | —  | — | —  | —  | — |
| 2008–2009        | Bridgeport Sound Tigers   | AHL              | 21  | 7  | 6  | 13  | 2   | 1  | 0 | 1  | 1  | 0 |
| 2009–2010        | Ilves Tampere             | SM-liiga         | 4   | 0  | 1  | 1   | 2   | —  | — | —  | —  | — |
| 2009–2010        | Thetford Mines Isothermic | LNAH             | 4   | 2  | 1  | 3   | 0   | —  | — | —  | —  | — |
| 2009–2010        | Augsburg Panthers         | DEL              | 4   | 0  | 0  | 0   | 0   | —  | — | —  | —  | — |
| 2010–2011        | Thetford Mines Isothermic | LNAH             | 4   | 0  | 3  | 3   | 2   | —  | — | —  | —  | — |
| 2010–2011        | Idaho Steelheads          | ECHL             | 22  | 10 | 10 | 20  | 16  | —  | — | —  | —  | — |
| 2011–2012        | Thetford Mines Isothermic | LNAH             | 25  | 12 | 11 | 23  | 6   | —  | — | —  | —  | — |
| NHL Összesített  | NHL Összesített           | NHL Összesített  | 27  | 3  | 1  | 4   | 23  | —  | — | —  | —  | — |
| AHL Összesített  | AHL Összesített           | AHL Összesített  | 317 | 92 | 98 | 190 | 118 | 25 | 8 | 10 | 18 | 4 |
| WCHA Összesített | WCHA Összesített          | WCHA Összesített | 160 | 74 | 68 | 142 | 116 | —  | — | —  | —  | — |

## Díjai
- MJHL All-Rookie Csapat: 1999
- MJHL Első All-Star Csapat: 2000
- MJHL MVP: 2000
- Kanadai Junior "A" Az Év Játékosa: 2000
- WCHA Első All-Star Csapat: 2004
- WCHA Az Év Játékosa: 2004
- NCAA Nyugat Első All-American Csapat: 2004
- NCAA Bajnoki All-Tournament Csapat: 2004
- Hobey Baker-emlékdíj: 2004

## Külső hivatkozások
- Életrajz
- Statisztika